# Waltonville
Waltonville és una població dels Estats Units a l'estat d'Illinois. Segons el cens del 2000 tenia 422 habitants.

## Demografia
Segons el cens del 2000, Waltonville tenia 422 habitants, 177 habitatges, i 121 famílies. La densitat de població era de 169,7 habitants/km².
Dels 177 habitatges en un 32,2% hi vivien nens de menys de 18 anys, en un 54,8% hi vivien parelles casades, en un 9% dones solteres, i en un 31,1% no eren unitats familiars. En el 30,5% dels habitatges hi vivien persones soles el 18,1% de les quals corresponia a persones de 65 anys o més que vivien soles. El nombre mitjà de persones vivint en cada habitatge era de 2,38 i el nombre mitjà de persones que vivien en cada família era de 2,97.
Per edats la població es repartia de la següent manera: un 27,7% tenia menys de 18 anys, un 5,7% entre 18 i 24, un 31,3% entre 25 i 44, un 17,5% de 45 a 60 i un 17,8% 65 anys o més.
L'edat mediana era de 35 anys. Per cada 100 dones de 18 o més anys hi havia 89,4 homes.
La renda mediana per habitatge era de 24.318 $ i la renda mediana per família de 32.750 $. Els homes tenien una renda mediana de 26.607 $ mentre que les dones 16.875 $. La renda per capita de la població era de 12.233 $. Aproximadament el 12,9% de les famílies i el 16,6% de la població estaven per davall del llindar de pobresa.

## Poblacions més properes
El següent diagrama mostra les poblacions més properes.